# Straßenbahn Saporischschja
Die Straßenbahn Saporischschja ist ein Straßenbahnbetrieb in Saporischschja in der südlichen Ukraine. Sie wurde am 17. Juni 1932 eröffnet und in russischer Breitspur gebaut.

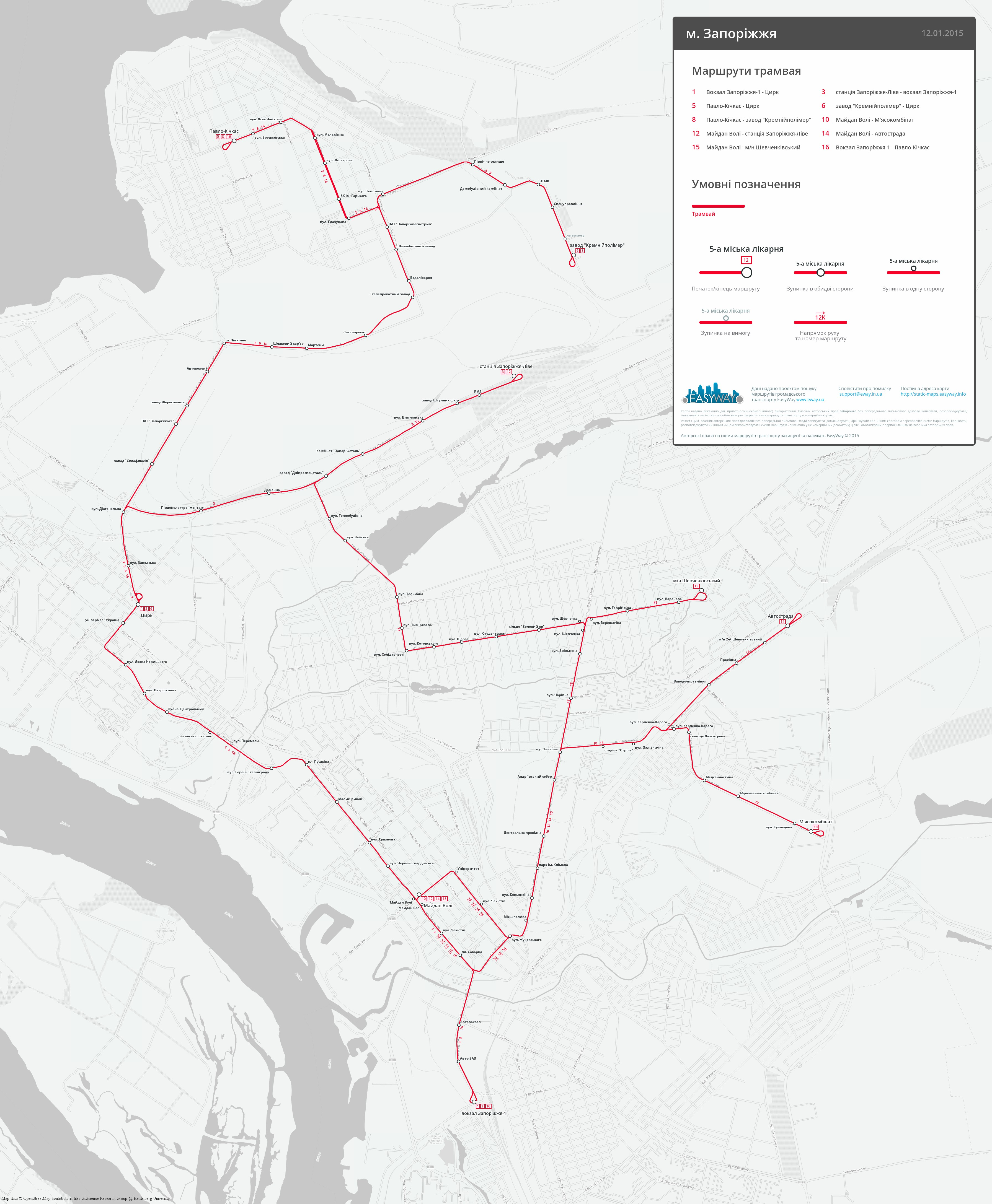
Streckenplan der Straßenbahn Saporischschja

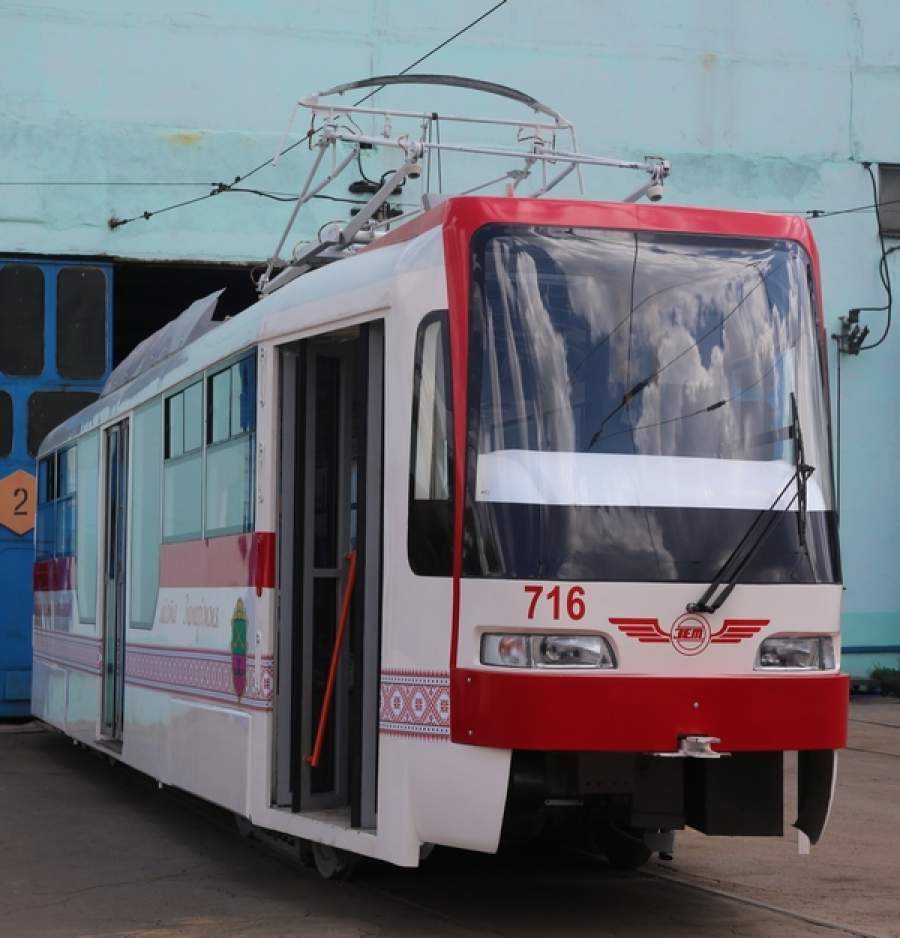

## Geschichte
Aufgrund des Zweiten Weltkrieges ruhte der Verkehr in der Zeit zwischen 1943 und dem 12. Oktober 1944. Nach Ende des Krieges begann ein großzügiger Ausbau des Netzes. Vom 22. Dezember 1949 an wurden zudem Oberleitungsbusse in der Stadt eingesetzt. Anfang der 1990er Jahre waren insgesamt 300 Fahrzeuge im Dienst der Straßenbahn und beförderten rund 31.000.000 Fahrgäste. 2003 waren noch 140 Fahrzeuge übrig, die auf 13 Linien ihren Dienst taten, 2017 noch 120 Fahrzeuge auf 8 Linien. 
Wie viele andere öffentliche Versorgungsbetriebe in der Ukraine kann der Betrieb seine Kosten nicht über den Fahrkartenverkauf decken, da eine Vielzahl der Fahrgäste (Rentner, Schüler, Studenten usw.) kostenlos fahren. Auf der Magistrale Sobornyj-Prospekt im Zentrum der Stadt verkehrt keine Straßenbahnlinie mehr. Nacheinander werden die Schienen entfernt. Die Gründe für den Beschluss waren die Mikrorisse durch Vibrationen, die die historische Bausubstanz gefährden und das erhöhte Verkehrsaufkommen in der Stadt und die damit verbundene Unfallgefahr für in der Mitte der Straße aussteigende Passagiere.